# 타카푸나

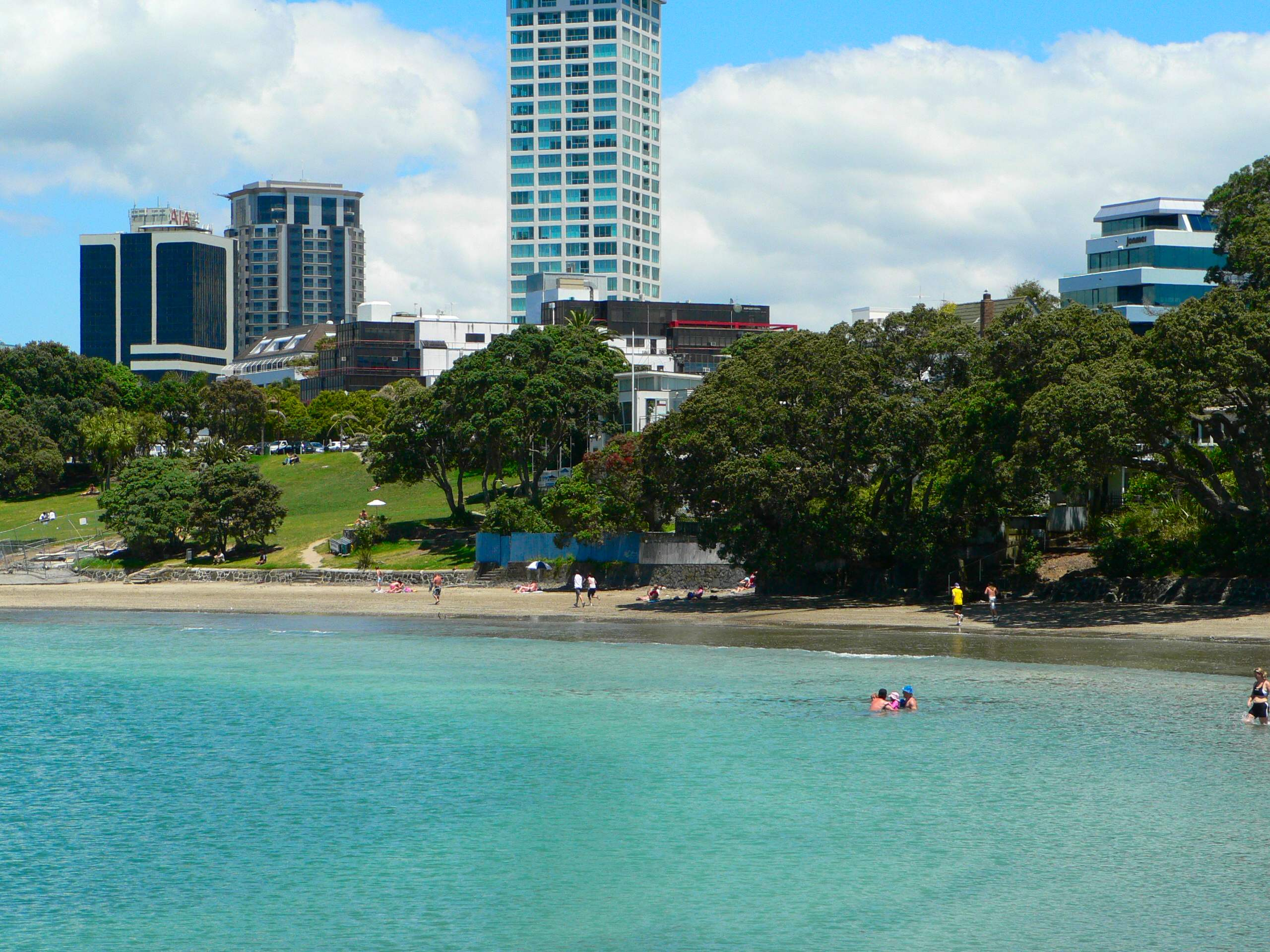
물에서 바라본 타카푸나

타카푸나(Takapuna)는 뉴질랜드 북섬의 오클랜드 노스쇼어시티에 위치한 웨이트마타 항구의 북쪽을 형성하는 반도에 있는 해안 교외 지역이다. 인구 면에서는 매우 작지만, 노스쇼어시티의 중심 업무 지구라 불리며 많은 쇼핑 및 오락 지역이 있다.

## 역사
마오리어 지명인 타카푸나는 원래 노스헤드의 기슭에서 첼트넘 비치 뒤쪽에 있는 늪으로 흘러들어오는 담수천을 가리키는 말이었다. 1841년 마오리 족장의 아내가 오클랜드 북쪽 해안의 1160만 평의 땅을 왕실에 팔았다. 이후 타카푸나 교구라고 만들어졌으며, 노스쇼어의 지역을 세분화하였다. 1851년 당시 주지사였던 그레이는 죽을 때까지 배리스 포인드 로드와 타카푸나 해변 사이에 위치한 13만 평을 사용하였다. 이 지역은 와이와라리키(Waiwharariki)라고 알려진 마오리족의 정착지가 포함되어 있었다.
교외의 개발을 위한 농지의 세분화는 허스트미어(Hurstmere) 지구와 푸푸케(Pupuke) 지구로 나뉘었다. 타카푸나와 밀포드 해변 지역, 푸푸케 호수를 둘러싸고 있는 땅은 곧 부유한 사업가들이 시골에서 놀기 위한 여름 별장을 짓는 곳으로 유명해졌고, 많은 사람들이 페리를 통해 오클랜드에서 일하기 위하여 타카푸나로 이사하였다.

## 지방 정부
타카푸나는 당시 오클랜드에 위치한 다른 교외와 같이 타카푸나만의 지방 정부를 가지고 있었다. 이 지방 정부는 타카푸나 의회라고 불렸는데, 1913년에 시작되어 1961년 타카푸나 시의회로 통합되었다. 그 후 1989년 노스쇼어 시 의회로 병합되었으며, 2010년 11월에는 오클랜드 시의회로 합쳐졌다.

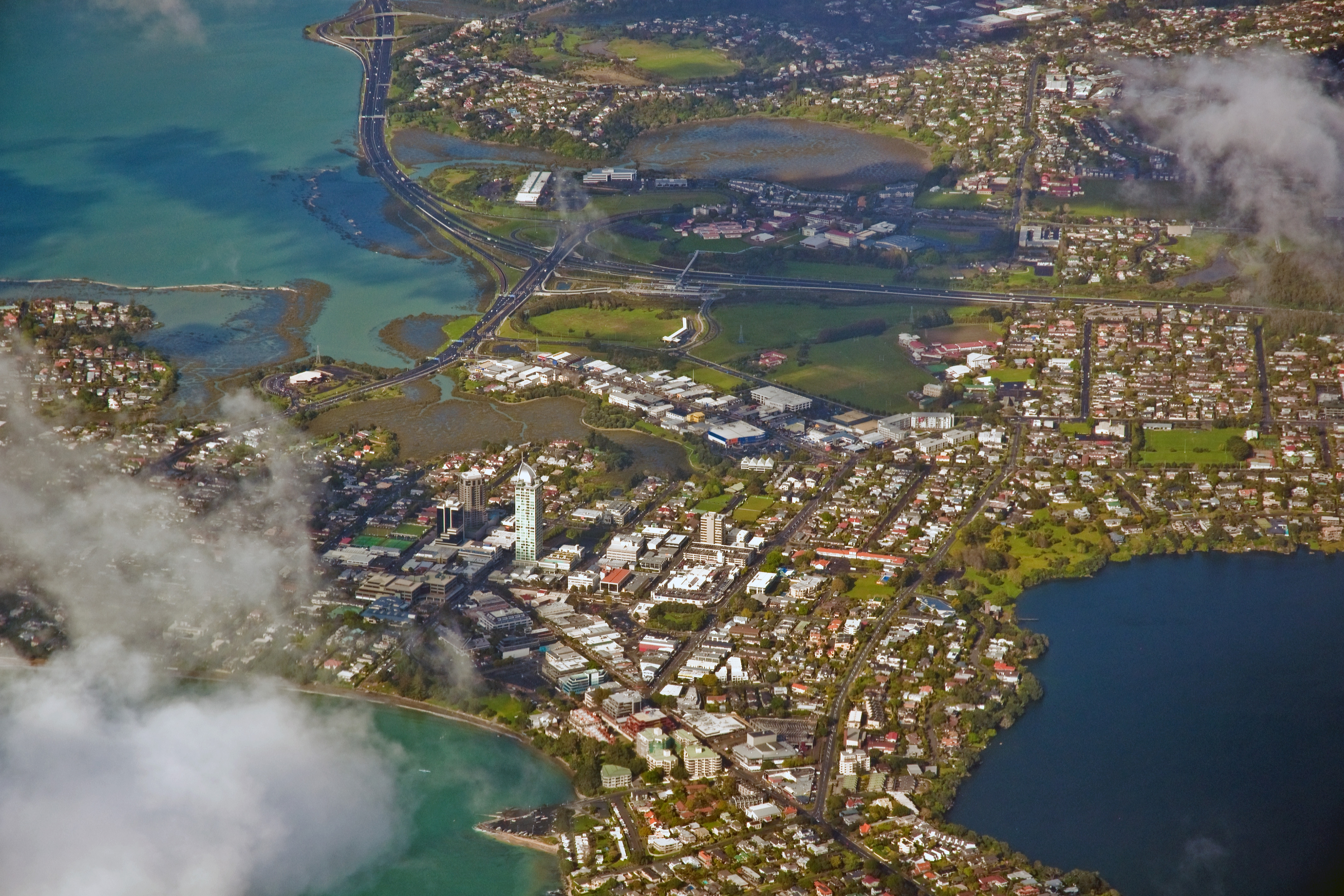
서쪽에서 바라본 타카푸나

### 타카푸나 의회의 시장
- 1913-1914: 이웬 윌리엄 앨리슨
- 1914-1921: 윌리엄 블롬필드
- 1921-1924 아서 메이슨 구드
- 1924-1925: 제임스 윌리엄 헤이든
- 1925-1927: 존 D. M. 모리슨
- 1927-1931: 율리우스 워릭 W. 윌리엄슨
- 1931-1950: 존 귀니번
- 1950-1956: 더글라스 레이먼드 시스
- 1956-1961: 윌리엄 홈스 헨더슨

### 타카푸나 시의회의 시장
- 1961-1965: 윌리엄 홈스 헨더슨
- 1965-1986: 아서 프레데릭 토마스
- 1986-1989: 위니프레드 윈 노리언 호들리